# Fujiwara no Yoshitsugu
 (septembre 2016).
Fujiwara no Yoshitsugu (藤原良継, 716 – 27 octobre 777) est un courtisan et homme politique japonais de l'époque de Nara. Il est le second fils de Fujiwara no Umakai, fondateur de la branche Shikike du clan Fujiwara. Son nom d'origine est Sukunamaro (宿奈麻呂). Il est le grand-père maternel des empereurs Heizei et Saga.

## Jeunesse
En 740, après la mort de leur père Umakai en 737, le frère de Sukunamaro est à la tête de la rébellion de Fujiwara no Hirotsugu . Impliqué, Sukunamaro est exilé dans la province d'Izu. En 742 il est pardonné et nommé au shō-hanji. En 746, il est promu de shō roku-i no ge (正六位下) à ju go-i no ge (従五位下) dans le cadre du système de rang de cour ritsuryō.
Après cela il occupe un certain nombre de fonctions dont plusieurs au titre de kokushi (gouverneur de régions) mais n'est pas en mesure de produire de résultats significatifs. Par ailleurs, la branche des Shikike est en sévère déclin par rapport aux branches Nanke et Hokke de la famille et Sukunamaro reste dans l'obscurité. En 762, Fujiwara no Nakamaro et au sommet de sa réussite et, tandis que ses trois fils sont promus sangi, Sukunamaro qui a 47 ans est démis de son rang de ju go-i no ge. Sukunamaro complote avec Ōtomo no Yakamochi, Saeki no Imaemishi et Isonokami no Yakatsugu pour assassiner Nakamaro mais le plan est découvert. En 763, les quatre sont arrêtés mais Sukunamaro insiste qu'il a agi seul. Reconnu coupable de crime contre la famille impériale, il est déchu de sa position et de son nom de famille.

## Montée vers le pouvoir
En 764, Fujiwara no Nakamaro incite à une rébellion et Sukunamaro, en réponse à un décret impérial, rassemble plusieurs centaines de soldats et aide à la contrer. Pour ce service, il est promu au rang de ju shi-i no ge (従四位下) et se voit conférer des honneurs de quatrième classe. Plus tard cette même année, il est de nouveau élevé au rang de shō shi-i no jō (正四位上) et en 766 à celui de ju san-mi (従三位). Au côté de Isonokami no Yakatsugu, qui est nommé sangi, Sukunamaro compte à présent parmi les puissants en tant que kugyō.
En 770, il est élevé au rang de sangi et l'impératrice Kōken meurt peu après. Sukunamaro se joint à Fujiwara no Nagate des Hokke pour soutenir le prince Shirakabe — futur empereur Kōnin— comme prochain prince héritier et se voit promu shō san-mi (正三位) et chūnagon. Cette même année, Sukunamaro change son nom pour celui de Yoshitsugu. En 771 le sadaijin Nagate meurt et le soutien de Yoshitsugu à Kōnin en fait la personnalité centrale du clan Fujiwara. Il est directement promu de chūnagon à naishin (ja) (内臣) ce qui en fait le deuxième personnage le plus puissant du daijō-kan après l''udaijin Ōnakatomi no Kiyomaro. En 777 il est de nouveau promu naidaijin mais meurt peu après et reçoit le rang de ju ichi-i (従一位) à titre posthume.
Lorsque son petit-fils Heizei accède au trône du chrysanthème, Yoshitsugu est promu shō ichi-i (正一位) à titre posthume, rang le plus élevé du système ritsuryō, et daijō-daijin. Il a beaucoup de filles mais peu de fils, aussi sa lignée se termine-t-elle lorsque son fils Takumi est tué par des bandits à Nagaoka-kyō.

## Généalogie
- Père : Fujiwara no Umakai
- Mère : Ishikawa no Kunimina no Ōtoji (?)
- Épouse : Abe no Komina
  - Fille : Fujiwara no Otomuro (760–790) : épouse de l'empereur Kanmu. Mère des empereurs Heizei et Saga.
- Épouse : de la famille Tatehara
  - Fils (768–?) (selon le kugyō bunin (ja))
- de mère inconnue : 
  - Fils : Fujiwara no Takumi (藤原詫美?)
  - Fille : épouse de Fujiwara no Kaedemaro (ja)
  - Fille : Fujiwara no Sanekazu (藤原人数?, ?–809), épouse de Fujiwara no Washitori (藤原鷲取?), mère de Fujiwara no Fujitsugu (藤原藤嗣?)
  - Fille : épouse de Fujiwara no Ieyori
  - Fille : épouse de Fujiwara no Nagate
  - Fille : Fujiwara no Moroane (?–786), épouse de Fujiwara no Momokawa, mère de Fujiwara no Tabiko (藤原旅子?)

## Source de la traduction
- (en) Cet article est partiellement ou en totalité issu de l’article de Wikipédia en anglais intitulé « Fujiwara no Yoshitsugu » (voir la liste des auteurs).